# ميغ بيتمان
ميغ بيتمان (بالإنجليزية: Meg Bateman)‏ هي مترجمة وكاتِبة بريطانية، ولدت في 13 أبريل 1959 في إدنبرة في المملكة المتحدة.